# YUKARI
YUKARI （ゆかり。本名＝渡辺ゆかり）は 静岡県沼津市出身のジャズフルーティスト、作曲家。

## 略歴
東京外国語大学ドイツ語科在学中バックパッキングで20カ国回りながら、ワールドミュージックを学ぶ。
卒業後、渡米。デイビット・リープマン、グレッグ・オズビー、スティーブ・ウィルソン、ルー・タバキンにジャズを学び、クラシックフルートをパット・スペンサー、リンダ・チェーシス、作曲をレイコ・フーティングに師事する。マンハッタン音楽院ジャズフルート科を卒業。
現在はニューヨークを拠点に欧米で活動。アルト・サクソフォーン奏者、グレッグ・オズビーが創始したアメリカのレーベルInner Circle Musicと契約し、ベン・モンダー、トーマス・モルガン、グレッグ・ハッチンソン、グレッグ・オズビー、リオン・グルエンバウム等が録音参加している『Dreams』を発表。他に共演者はアンソニー・ブラクストンがいる。映画音楽、演劇音楽の作曲も手がけている。

## ディスコグラフィ

### リーダーアルバム
- "Spectacular"（SSL 2003年）
- "Luminous"（SSL 2008年）
- "Dreams"（Inner Circle Music 2010年8月1日）

## 主な共演者
- ジェイソン・モラン
- マーク・コップランド
- ジェイソン・リンダー
- スティーブ・カルディナス
- ライオネル・ルーク
- ベン・モンダー
- グレッグ・ハッチンソン
- クラレンス・ペン
- ロニー・プラクシコ
- シームス・ブレイク
- ロイ・ハーグローブ
- グラハム・ヘインズ
- グレッグ・オズビー
- ファニアオールスターズ

## 主な受賞歴
- バークリー音楽院より”Outstanding Musicianship”を受賞 (2000)
- 世界で唯一のジャズフルートコンペティション(National Flute Association)にて日本人初ファイナリストに選出(2009)

## 主なテレビ出演
- 2003年12月 WBZL（アメリカ）
- 2007年5月 Yukari's SPICEPOT live BS MusicTide (Japan) BS『ミュージックタイド』
- 2009年11月 インターネットTV　”You Play Jazz”